# NGC 6553
NGC 6553 (другие обозначения — GCL 88, ESO 521-SC36) — шаровое скопление в созвездии Стрелец.
Этот объект входит в число перечисленных в оригинальной редакции «Нового общего каталога».